# Lista planetelor minore/4101–4200
Aceasta este Lista planetelor minore/4101–4200; pentru a naviga prin lista completă vezi Lista planetelor minore.
Pentru ale detalii vezi și Proiect:Astronomie sau Portal:Astronomie.
| Nume              | Denumire provizorie | Data descoperirii  | Locul descoperirii        | Descoperitor(i)                                        |
| ----------------- | ------------------- | ------------------ | ------------------------- | ------------------------------------------------------ |
| 4101 Ruikou       | 1988 CE             | 8 februarie 1988   | Geisei⁠(d)                 | T. Seki                                                |
| 4102 Gergana      | 1988 TE3            | 15 octombrie 1988  | Smolyan⁠(d)                | V. G. Ivanova⁠(d)                                       |
| 4103 Chahine      | 1989 EB             | 4 martie 1989      | Palomar                   | E. F. Helin                                            |
| 4104 Alu          | 1989 ED             | 5 martie 1989      | Palomar                   | E. F. Helin                                            |
| 4105 Tsia         | 1989 EK             | 5 martie 1989      | Palomar                   | E. F. Helin                                            |
| 4106 Nada         | 1989 EW             | 6 martie 1989      | Minami-Oda⁠(d)             | T. Nomura⁠(d), K. Kawanishi⁠(d)                          |
| 4107 Rufino       | 1989 GT             | 7 aprilie 1989     | Palomar                   | E. F. Helin                                            |
| 4108 Rakos        | 3439 T-3            | 16 octombrie 1977  | Palomar                   | C. J. van Houten, I. van Houten-Groeneveld, T. Gehrels |
| 4109 Anokhin      | 1969 OW             | 17 iulie 1969      | Nauchnij⁠(d)               | B. A. Burnașeva                                        |
| 4110 Keats        | 1977 CZ             | 13 februarie 1977  | Palomar                   | E. Bowell                                              |
| 4111 Lamy         | 1981 EN12           | 1 martie 1981      | Siding Spring             | S. J. Bus                                              |
| 4112 Hrabal       | 1981 ST             | 25 septembrie 1981 | Kleť                      | M. Mahrová⁠(d)                                          |
| 4113 Rascana      | 1982 BQ             | 18 ianuarie 1982   | Anderson Mesa             | E. Bowell                                              |
| 4114 Jasnorzewska | 1982 QB1            | 19 august 1982     | Kleť                      | Z. Vávrová⁠(d)                                          |
| 4115 Peternorton  | 1982 QS3            | 29 august 1982     | Nauchnij⁠(d)               | N. S. Cernîh                                           |
| 4116 Elachi       | 1982 SU             | 20 septembrie 1982 | Palomar                   | E. F. Helin                                            |
| 4117 Wilke        | 1982 SU3            | 24 septembrie 1982 | Tautenburg Observatory⁠(d) | F. Börngen                                             |
| 4118 Sveta        | 1982 TH3            | 15 octombrie 1982  | Nauchnij⁠(d)               | L. V. Juravliova                                       |
| 4119 Miles        | 1983 BE             | 16 ianuarie 1983   | Anderson Mesa             | E. Bowell                                              |
| 4120 Denoyelle    | 1985 RS4            | 14 septembrie 1985 | La Silla                  | H. Debehogne                                           |
| 4121 Carlin       | 1986 JH             | 2 mai 1986         | Palomar                   | INAS⁠(d)                                                |
| 4122 Ferrari      | 1986 OA             | 28 iulie 1986      | Bologna⁠(d)                | Osservatorio San Vittore⁠(d)                            |
| 4123 Tarsila      | 1986 QP1            | 27 august 1986     | La Silla                  | H. Debehogne                                           |
| 4124 Herriot      | 1986 SE             | 29 septembrie 1986 | Kleť                      | Z. Vávrová⁠(d)                                          |
| 4125 Lew Allen    | 1987 MO             | 28 iunie 1987      | Palomar                   | E. F. Helin                                            |
| 4126 Mashu        | 1988 BU             | 19 ianuarie 1988   | Kitami⁠(d)                 | K. Endate, K. Watanabe⁠(d)                              |
| 4127 Kyogoku      | 1988 BA2            | 25 ianuarie 1988   | Kushiro                   | S. Ueda⁠(d), H. Kaneda⁠(d)                               |
| 4128 UKSTU        | 1988 BM5            | 28 ianuarie 1988   | Siding Spring             | R. H. McNaught                                         |
| 4129 Richelen     | 1988 DM             | 22 februarie 1988  | Siding Spring             | R. H. McNaught                                         |
| 4130 Ramanujan    | 1988 DQ1            | 17 februarie 1988  | Kavalur⁠(d)                | R. Rajamohan                                           |
| 4131 Stasik       | 1988 DR4            | 23 februarie 1988  | Siding Spring             | A. J. Noymer⁠(d)                                        |
| 4132 Bartók       | 1988 EH             | 12 martie 1988     | Palomar                   | J. Alu⁠(d)                                              |
| 4133 Heureka      | 1942 DB             | 17 februarie 1942  | Turku⁠(d)                  | L. Oterma                                              |
| 4134 Schütz       | 1961 CR             | 15 februarie 1961  | Tautenburg Observatory⁠(d) | F. Börngen                                             |
| 4135 Svetlanov    | 1966 PG             | 14 august 1966     | Nauchnij⁠(d)               | L. I. Cernîh, T. M. Smirnova                           |
| 4136 Artmane      | 1968 FJ             | 28 martie 1968     | Nauchnij⁠(d)               | T. M. Smirnova                                         |
| 4137 Crabtree     | 1970 WC             | 24 noiembrie 1970  | Hamburg-Bergedorf         | L. Kohoutek                                            |
| 4138 Kalchas      | 1973 SM             | 19 septembrie 1973 | Palomar                   | C. J. van Houten, I. van Houten-Groeneveld, T. Gehrels |
| 4139 Ulʹyanin     | 1975 VE2            | 2 noiembrie 1975   | Nauchnij⁠(d)               | T. M. Smirnova                                         |
| 4140 Branham      | 1976 VA             | 11 noiembrie 1976  | El Leoncito⁠(d)            | Felix Aguilar Observatory⁠(d)                           |
| 4141 Nintanlena   | 1978 PG3            | 8 august 1978      | Nauchnij⁠(d)               | N. S. Cernîh                                           |
| 4142 Dersu-Uzala  | 1981 KE             | 28 mai 1981        | Kleť                      | Z. Vávrová⁠(d)                                          |
| 4143 Huziak       | 1981 QN1            | 29 august 1981     | Socorro                   | L. G. Taff⁠(d)                                          |
| 4144 Vladvasilʹev | 1981 SW6            | 28 septembrie 1981 | Nauchnij⁠(d)               | L. V. Juravliova                                       |
| 4145 Maximova     | 1981 SJ7            | 29 septembrie 1981 | Nauchnij⁠(d)               | L. V. Juravliova                                       |
| 4146 Rudolfinum   | 1982 DD2            | 16 februarie 1982  | Kleť                      | L. Brožek⁠(d)                                           |
| 4147 Lennon       | 1983 AY             | 12 ianuarie 1983   | Anderson Mesa             | B. A. Skiff⁠(d)                                         |
| 4148 McCartney    | 1983 NT             | 11 iulie 1983      | Anderson Mesa             | E. Bowell                                              |
| 4149 Harrison     | 1984 EZ             | 9 martie 1984      | Anderson Mesa             | B. A. Skiff⁠(d)                                         |
| 4150 Starr        | 1984 QC1            | 31 august 1984     | Anderson Mesa             | B. A. Skiff⁠(d)                                         |
| 4151 Alanhale     | 1985 HV1            | 24 aprilie 1985    | Palomar                   | C. S. Shoemaker, E. M. Shoemaker                       |
| 4152 Weber        | 1985 JF             | 15 mai 1985        | Anderson Mesa             | E. Bowell                                              |
| 4153 Roburnham    | 1985 JT1            | 14 mai 1985        | Palomar                   | C. S. Shoemaker                                        |
| 4154 Rumsey       | 1985 NE             | 10 iulie 1985      | Lake Tekapo⁠(d)            | A. C. Gilmore⁠(d), P. M. Kilmartin⁠(d)                   |
| 4155 Watanabe     | 1987 UB1            | 25 octombrie 1987  | Kushiro                   | S. Ueda⁠(d), H. Kaneda⁠(d)                               |
| 4156 Okadanaboru  | 1988 BE             | 16 ianuarie 1988   | Chiyoda⁠(d)                | T. Kojima⁠(d)                                           |
| 4157 Izu          | 1988 XD2            | 11 decembrie 1988  | Gekko⁠(d)                  | Y. Oshima⁠(d)                                           |
| 4158 Santini      | 1989 BE             | 28 ianuarie 1989   | Bologna⁠(d)                | Osservatorio San Vittore⁠(d)                            |
| 4159 Freeman      | 1989 GK             | 5 aprilie 1989     | Palomar                   | E. F. Helin                                            |
| 4160 Sabrina-John | 1989 LE             | 3 iunie 1989       | Palomar                   | E. F. Helin                                            |
| 4161 Amasis       | 6627 P-L            | 24 septembrie 1960 | Palomar                   | C. J. van Houten, I. van Houten-Groeneveld, T. Gehrels |
| 4162 SAF          | 1940 WA             | 24 noiembrie 1940  | Nice                      | A. Patry                                               |
| 4163 Saaremaa     | 1941 HC             | 19 aprilie 1941    | Turku⁠(d)                  | L. Oterma                                              |
| 4164 Shilov       | 1969 UR             | 16 octombrie 1969  | Nauchnij⁠(d)               | L. I. Cernîh                                           |
| 4165 Didkovskij   | 1976 GS3            | 1 aprilie 1976     | Nauchnij⁠(d)               | N. S. Cernîh                                           |
| 4166 Pontryagin   | 1978 SZ6            | 26 septembrie 1978 | Nauchnij⁠(d)               | L. V. Juravliova                                       |
| 4167 Riemann      | 1978 TQ7            | 2 octombrie 1978   | Nauchnij⁠(d)               | L. V. Juravliova                                       |
| 4168 Millan       | 1979 EE             | 6 martie 1979      | El Leoncito⁠(d)            | Felix Aguilar Observatory⁠(d)                           |
| 4169 Celsius      | 1980 FO3            | 16 martie 1980     | La Silla                  | C.-I. Lagerkvist⁠(d)                                    |
| 4170 Semmelweis   | 1980 PT             | 6 august 1980      | Kleť                      | Z. Vávrová⁠(d)                                          |
| 4171 Carrasco     | 1982 FZ1            | 23 martie 1982     | Palomar                   | C. S. Shoemaker                                        |
| 4172 Rochefort    | 1982 FC3            | 20 martie 1982     | La Silla                  | H. Debehogne                                           |
| 4173 Thicksten    | 1982 KG1            | 27 mai 1982        | Palomar                   | C. S. Shoemaker                                        |
| 4174 Pikulia      | 1982 SB6            | 16 septembrie 1982 | Nauchnij⁠(d)               | L. I. Cernîh                                           |
| 4175 Billbaum     | 1985 GX             | 15 aprilie 1985    | Anderson Mesa             | E. Bowell                                              |
| 4176 Sudek        | 1987 DS             | 24 februarie 1987  | Kleť                      | A. Mrkos                                               |
| 4177 Kohman       | 1987 SS1            | 21 septembrie 1987 | Anderson Mesa             | E. Bowell                                              |
| 4178              | 1988 EO1            | 13 martie 1988     | Palomar                   | E. F. Helin                                            |
| 4179 Toutatis     | 1989 AC             | 4 ianuarie 1989    | Caussols                  | C. Pollas                                              |
| 4180 Anaxagoras   | 6092 P-L            | 24 septembrie 1960 | Palomar                   | C. J. van Houten, I. van Houten-Groeneveld, T. Gehrels |
| 4181 Kivi         | 1938 DK1            | 24 februarie 1938  | Turku⁠(d)                  | Y. Väisälä⁠(d)                                          |
| 4182 Mount Locke  | 1951 JQ             | 2 mai 1951         | Fort Davis                | McDonald Observatory                                   |
| 4183 Cuno         | 1959 LM             | 5 iunie 1959       | Bloemfontein⁠(d)           | C. Hoffmeister⁠(d)                                      |
| 4184 Berdyayev    | 1969 TJ1            | 8 octombrie 1969   | Nauchnij⁠(d)               | L. I. Cernîh                                           |
| 4185 Phystech     | 1975 ED             | 4 martie 1975      | Nauchnij                  | T. M. Smirnova                                         |
| 4186 Tamashima    | 1977 DT1            | 18 februarie 1977  | Kiso⁠(d)                   | H. Kosai⁠(d), K. Hurukawa⁠(d)                            |
| 4187 Shulnazaria  | 1978 GR3            | 11 aprilie 1978    | Nauchnij⁠(d)               | N. S. Cernîh                                           |
| 4188 Kitezh       | 1979 HX4            | 25 aprilie 1979    | Nauchnij⁠(d)               | N. S. Cernîh                                           |
| 4189 Sayany       | 1979 SV9            | 22 septembrie 1979 | Nauchnij⁠(d)               | N. S. Cernîh                                           |
| 4190 Kvasnica     | 1980 JH             | 11 mai 1980        | Kleť                      | L. Brožek⁠(d)                                           |
| 4191 Assesse      | 1980 KH             | 22 mai 1980        | La Silla                  | H. Debehogne                                           |
| 4192 Breysacher   | 1981 DH             | 28 februarie 1981  | La Silla                  | H. Debehogne, G. DeSanctis⁠(d)                          |
| 4193 Salanave     | 1981 SM1            | 26 septembrie 1981 | Anderson Mesa             | B. A. Skiff⁠(d), N. G. Thomas⁠(d)                        |
| 4194 Sweitzer     | 1982 RE             | 15 septembrie 1982 | Anderson Mesa             | E. Bowell                                              |
| 4195 Esambaev     | 1982 SK8            | 19 septembrie 1982 | Nauchnij⁠(d)               | L. I. Cernîh                                           |
| 4196 Shuya        | 1982 SA13           | 16 septembrie 1982 | Nauchnij⁠(d)               | L. I. Cernîh                                           |
| 4197              | 1982 TA             | 11 octombrie 1982  | Palomar                   | E. F. Helin, E. M. Shoemaker                           |
| 4198 Panthera     | 1983 CK1            | 11 februarie 1983  | Anderson Mesa             | N. G. Thomas⁠(d)                                        |
| 4199 Andreev      | 1983 RX2            | 1 septembrie 1983  | La Silla                  | H. Debehogne                                           |
| 4200 Shizukagozen | 1983 WA             | 28 noiembrie 1983  | Karasuyama⁠(d)             | Y. Banno⁠(d), T. Urata                                  |